# Trina Mercader
Trinidad Sánchez Mercader (24 de marzo de 1919, Alicante – 18 de abril de 1984, Granada), conocida en el mundo de la poesía y de las revistas literarias como Trina Mercader fue una poeta española y fundadora y directora de la revista literaria Al-Motamid.

## Biografía
Su padre, militar, murió cuando ella tenía once años, en 1930, y su madre se trasladó a vivir a Torrevieja (Alicante), de donde era natural.
En el verano de 1936 viajó de vacaciones a la población costera de Larache en el Protectorado Español de Marruecos. El posterior estallido de la guerra civil hizo imposible el regreso, ya que Alicante había quedado en zona republicana. En Larache vivían familiares de su madre, que les prestaron su apoyo. Vivían todos en la misma vivienda, como recuerda el escritor Fernando de Ágreda Burillo en este fragmento de un poema:

Verías a la gente pasar,
te asomabas alguna vez a esa ventana,
mientras tu madre cuidaba la comida
y pensaba: «Esa hija con sus sueños
y sus versos, ¡que imaginación! 
Si la vieran en Torrevieja, en casa de mis primos[...]»
Fernando Ágreda

Continuó su formación, que desde sus comienzos fue autodidacta. Las relaciones con intelectuales del Protectorado Español de Marruecos, como Cesáreo Rodríguez-Aguilera y Jacinto López Gorgé supusieron un acicate irresistible.
Larache estaba en plena efervescencia y a Trina le atrajo su sistema de convivencia intercultural, su luz, sus jardines, el Atlántico. Se decidió a vivir allí y logró por oposición un puesto de trabajo de oficial administrativo en la Junta Municipal.
Una grave enfermedad cutánea la hizo refugiarse en su trabajo, sobre todo tras un desengaño amoroso, el único amor conocido de Trina.
Al ascender administrativamente, se trasladó la familia primero a Villa Sanjurjo y, posteriormente, a Tetuán. Allí escribió su primer poemario, Pequeños poemas (1944), tras el pseudónimo Tímida. A partir de ese momento adopta el nombre Trina Mercader como nombre de escritora. Por aquel entonces trabó amistad con Dora Bacáicoa y Vicente Aleixandre, poeta de la generación del 27. Comienza a ser conocida entre los poetas hispano-marroquíes, como se les conocía en la Península.
De vuelta a Larache fundó la revista Al-Motamid - Verso y prosa, revista literaria bilingüe publicada entre 1947 y 1956, de la que fue directora, y que se convirtió en un espacio de libertad. Su Consejo de dirección estaba formado por Jacinto López Gorgé, Pío Gómez Nisa, Eladio Sos y Juan Guerrero Zamora. 
Afincada en el Marruecos español, escribió en la colección de libros de poesía Itimad, donde apareció su segundo poemario Tiempo a salvo (1956), dedicado póstumamente a su padre.
Tras la independencia del territorio marroquí en 1956, en el primer éxodo que se produjo como consecuencia, en 1958 Trina se trasladó definitivamente a Granada, por la afinidad cultural con la tierra que acababa de abandonar, para trabajar como jefa de negociado en el Ayuntamiento de la ciudad.
Siguió escribiendo en Granada, aunque su actividad fue decreciendo y sólo la insistencia de sus amigos (Carlos Villarreal, Antonio Carvajal y Elena Martín Vivaldi, básicamente) la animaron a publicar su último poemario Sonetos ascéticos (1971).
Murió en Granada el 18 de abril de 1984, Miércoles Santo, en el Hospital Clínico de San Cecilio, desde donde partió la conducción del cadáver hasta la ermita de San Isidro, donde le fue rezado un responso, recibiendo sepultura en el Cementerio de San José.
Dejó un extenso fondo documental, diversos manuscritos y otros documentos personales: veinticinco cajas que se custodian en la Fundación Jorge Guillén. La serie documental más importante es la correspondencia, entre ella con el escritor alicantino Jacinto López Gorgé, con la poetisa cartagenera Carmen Conde, con la escritora argentina Luzmaría Jiménez Faro, etcétera (14 cajas). Respecto a los manuscritos que se conservan (9 cajas), la mitad de ellos pertenecen a distintos autores que colaboraban en la revista Al-Motamid, fundamentalmente. El resto pertenecen a Trina Mercader. También se conservan fotografías de la autora y otra documentación personal, como acreditaciones, pasaportes, etc. Completa la documentación una caja con recortes de prensa.

## Comentarios
Si esta mujer hubiese contado con todos los medios que demandaba, a estas horas sería uno de esos misioneros que aventan el polvo de los desiertos hasta encontrar el espíritu.
Pío Gómez Nisa

## Obras

### Poemarios
- Pequeños poemas (1944)
- Tiempo a salvo (1956)
- Sonetos ascéticos (1971)

### Relatos[4]
- Mercado de mujeres (1965)
- Una calle del barrio moro de Larache (1996 y 1999)

### Poemas[4]
- Dos poemas: Interior y Horizontal, Al-Motamid. Verso y Prosa, 1 (marzo), p. 7. (1947)
- Vegetal, Al-Motamid. Verso y Prosa, 2 (abril), p. 3. (1947)
- Cuatro sonetos a nuestra ciudad, Al-Motamid. Verso y Prosa, 3 (mayo), p. 6. (1947)
- Pueblo mío, Al-Motamid. Verso y Prosa, 5 (julio), p. 3. (1947)
- Paisaje Occidental (Décimas), Al-Motamid. Verso y Prosa, 6 (agosto), p. 6. (1947)
- Silencios, Al-Motamid. Verso y Prosa, 7 (septiembre), p. 5. (1947)
- Cuatro sonetos, Al-Motamid. Verso y Prosa, 8 (octubre 1947), p. 5. (1947)
- Oculto anhelo, Verbo. Cuadernos Literarios, [sin numerar] (octubre-noviembre), p. 11. (1947)
- Visita, Al-Motamid. Verso y Prosa, 9 (noviembre 1947), p. 5. (1947)
- Dejad que el agua..., Al-Motamid. Verso y Prosa, 11 (enero), p.6. (1948)
- Adivinada, Al-Motamid. Verso y Prosa, 13 (marzo), p. 4. (1948)
- Poema de nuestro tiempo, Al-Motamid. Verso y Prosa, 14 (abril), p. 5. (1948)
- Muchacha alerta, Raíz, 2 (junio), p. 7. (1948)
- Muchacha y Primer llanto, La Isla de los Ratones. Hojas de Poesía, 2 (1948), pp. 21-22. (1948)
- Ruego, Espadaña. Revista de Poesía y Crítica, 32, p. 684 de la ed. facsímil publicada en León, Espadaña Editorial. (1948 y 1978)
- Galicia Siempre, Alba. Hojas de Poesía/Follas de Poesía, núm. 5, p. 21. (1948-1956)
- Oración y En el misterio, Al-Motamid. Verso y Prosa, 16 (mayo), p. 6. (1949)
- Elegía a Motamid, Al-Motamid. Verso y Prosa, 17 (junio), p. 2. (1949)
- Muralla y Entrega, Al-Motamid. Verso y Prosa, 18 (julio), p. 4. (1949)
- Todo está́ abandonado y Los demás, Manantial, p. 14. (1949)
- A un almendro que me sonreía y Joven yerba, Manantial, 3, p. 9. (1949)
- Lago, La Isla de los Ratones. Hojas de Poesía, 8, p. 66. (1949)
- Rozando a Dios, Espadaña. Revista de Poesía y Crítica, 41, p. 867 de la ed. facsímil publicada en León, Espadaña Ed. (1949 y 1978)
- Ciudad nueva, Al-Motamid. Verso y Prosa, 20 (abril), p. 5. (1950)
- Pequeña fuente, Caracol, 1 (abril), p. 8. (1950)
- Renuncia, Alor. Hojas de Poesía, [s/n] (junio), s/p, pero p. 13 o p. 15. (1950)
- Dios, Al-Motamid. Verso y Prosa, 21 (julio), p. 6. (1950)
- Milagro de la rosa, Al-Motamid. Verso y Prosa, 22 (septiembre), p. 6. (1950)
- Desde mi muerte, Espadaña. Revista de Poesía y Crítica, 48, p. 1028, de la ed. facsímil. (1950 y 1978)
- Me mirabas, Al-Motamid. Verso y Prosa, 23 (junio), p. 6. (1951)
- Dios viene sobre el mundo, Manantial, 6, p. 8. (1951)
- Río en la noche, Alcándara, 1, p. 15. (1951)
- El hombre, Ámbito. Cuadernos de Poesía y Polémica, 1, p. 15. (1951)
- Pueblo mío, Al-Motamid. Verso y Prosa, 24 (junio), p. 5. (1952)
- Fuimos todos nosotros, Al-Motamid. Verso y Prosa, 25 (marzo), p. 8. (1953)
- Hombre del Rif, Ketama, 1 (julio), p. 9. (1953)
- Olvidemos, Al-Motamid. Verso y Prosa, 26 (agosto), p.10. (1953)
- A un hombre de Marruecos, en Premios “Marruecos” y “Al-Magrib” de Literatura. Tetuán: Instituto Muley El-Hasan, pp. 15-18. (1953)
- Ballet-Generalife, Molino de Papel. Revista de Poesía, núm. 2 (verano), p. 2. (1954)
- Una libélula se posa sobre un junco, Caracola. Revista malagueña de poesía, 15 (enero), s/p. (1954)
- Oh tú, que así me invades, Al-Motamid. Verso y Prosa, 27 (febrero), p. 11 [pero no aparece p. en la ed. digital]. (1954)
- La Danza, Veinte años, Defensa, Dime, Poesía Española, 26 (febrero), pp. 4-5. (1954)
- Hay una rama sobre el río, Caracola. Revista malagueña de poesía, 18 (abril), s/p. (1954)
- Poema [Mayo de los amantes...], Caracola. Revista malagueña de poesía, 22 (agosto), s/p. (1954)
- Yo soy esa muchacha... y Aunque tuviera que vivir..., Cántico, 3 (agosto-septiembre), [p. 196]. (1954)
- Abril, Al-Motamid. Verso y Prosa, 28 (septiembre), p. 6. (1954)
- Piropos a Málaga la niña, Caracola. Revista malagueña de poesía, 24 (octubre), s/p. (1954)
- Vísperas del niño, Caracola. Revista malagueña de poesía, 26 (diciembre), s/p [en el suplemento Navidad, 1954]. (1954)
- Dos sonetos a un páramo [Por tu silencio voy serenamente y Oh, tú, que me circundas con tu aliento], Rocamador. Revista de Poesía, 1 (enero), p. 5 (1955).
- Tres poemas a una sola ciudad: A Larache, Al-Motamid. Verso y Prosa, 31 (junio), p. 10-11 (1955).
- A Celia muerta y Canción para que vuelva Celia, Poesía Española, 42 (junio), pp. 4-5 (1955).
- Soneto [A vida voy sin tregua ni reposo...], Caracola. Revista malagueña de poesía, 35 (septiembre), s/p. (1955).
- Torre de Dios, Ixbiliah. Letras y Artes, n.os 7-10 (verano, otoño, invierno y primavera), p. 34. (1955-1956)
- Quién dijo que mis manos, Gánigo. Poesía y Arte, núm. 19 (enero-febrero), s/p, pero p. 3. (1956)
- Ciudad de carne, Al-Motamid. Verso y Prosa, 33 (enero-marzo), p. 8. (1956)
- Dentro de mí está Dios, Gánigo. Poesía y Arte, núm. 21 (mayo-junio), s/p, pero p. 1. (1956)
- Potente sí, Caracola. Revista malagueña de poesía, 50 (diciembre), s/p (1956)
- Elegía y En recuerdo de mi abuelo, el Tata Guija, Caleta, 11, pp. 6-7. (1956)
- Oración por la vida de Ana, Caracola. Revista malagueña de poesía, 75 (enero 1959), s/p. (1959)
- Soneto del hombre, Platero, 14 (febrero 1959), s/p. (1959)
- Poema [Te pregunto por el arco de humillación], Caracola. Revista malagueña de poesía, 81 (julio), s/p [fechado en junio]. (1959)
- Villancico de la nieve, Caracola. Revista malagueña de poesía, 98 (diciembre), p. 21. (1960)
- Sonetos ascéticos [Rebelde va lo efímero. Diría... y La esperanza me ha puesto verde el traje...], Caracola. Revista malagueña de poesía, 103-104 (mayo-junio), pp. 32-33 [fechados en Granada, 1960]. (1961)
- Otoño, Caracola. Revista malagueña de poesía, 138-139 (abril-mayo), p. 31. (1964)
- Un Albayzín de lluvia, Caracola. Revista malagueña de poesía, 149-151 (marzo-abril-mayo), p. 39. (1965)
- De la nieve, Gánigo. Poesía y Arte, núm. 56-57 (1967), s/p, pero p. 5. (1967)
- Poema de la sierra increíble, Caracola. Revista malagueña de poesía, 216 (octubre), pp. 13-14. Incluido más tarde en Antología poética de Sierra Nevada. Ed. Antonio Gallego Morell. Granada: Universidad, p. 125-126. (1970 y 1973)
- De la nieve, Caracola. Revista malagueña de poesía, 229-230 (noviembre-diciembre), p. 25. (1971)
- Al Guadalquivir, desde Granada, Caracola. Revista malagueña de poesía, 238-242 (agosto-diciembre), p. 55. (1972)

### Revista[4]
- Al-Motamid. Verso y Prosa. Edición en CD-rom dirigida por Abdelaziz Chahbar (Universidad Abdelmalek Essaadi de Tetuán). Tetuán: Instituto Cervantes y La Casa de la Poesía en Marruecos. [En la edición digital no aparecen los números 32 y 33]. (1947-1956, pero 2003)

### Colaboraciones en prosa[4]
- Presentación, Al-Motamid. Verso y Prosa, 1 (marzo), p. 2 [sin firma pero de Trina Mercader]. (1947)
- En busca de Marruecos, Al-Motamid. Verso y Prosa, 4 (junio), p. 4. (1947)
- Un nuevo Al-Motamid, Al-Motamid. Verso y Prosa, 10 (diciembre 1947), p. 2. (1947)
- Al-Motamid: Primer Aniversario, Al-Motamid. Verso y Prosa, 12 (febrero), pág. 2. [Firmado como Trinidad Sánchez Mercader]. (1948)
- En busca de una nueva lírica motamidiana, Al-Motamid. Verso y Prosa, 15 (mayo), p. 2. (1948)
- A un paso de nosotros, Al-Motamid. Verso y Prosa, 19 (noviembre), p. 7 (1949).
- (Primer paréntesis), Al-Motamid. Verso y Prosa, 29 [Homenaje a Celia Viñas] (octubre), p. 3 (1954).
- Vicente Aleixandre, niño, Al-Motamid. Verso y Prosa, 30 (diciembre), pp. 3-4 (1954).
- Presencia de Celia Viñas, Al-Motamid. Verso y Prosa, 32 (octubre-diciembre), pp. 11-12 (1955).
- La poesía de Miguel Fernández, Ideal, 31 de agosto (1975)